# Siła gradientu ciśnienia
Siła gradientu ciśnienia – siła działająca na objętość płynu gdy występuje różnica ciśnienia na powierzchni elementu płynu.
W dynamice płynów rozważa się siły działające na niewielką porcję płynu zwaną cząstką próbną. Zachowanie płynu opisują Równania Naviera-Stokesa, będące wyrażeniem zasad zachowania pędu z użyciem równań różniczkowych.
Ciśnienie wywiera nacisk na ścianki cząstki próbnej. Płyn dozna oddziaływania siły wypadkowej tylko wówczas, gdy ciśnienia na przeciwległych powierzchniach nie będą równe.
Siła pochodzącą od różnicy ciśnienia przypadająca na jednostkę masy płynu, określa zależność:
{\displaystyle {\vec {a}}={\frac {\vec {F}}{m}}=-{\frac {1}{\rho }}{\vec {\nabla }}p.}
W jednowymiarowym układzie współrzędnych wzór powyższy można zapisać w postaci:
{\displaystyle {\frac {F_{x}}{m}}=-{\frac {1}{\rho }}{\frac {{\text{d}}p}{{\text{d}}x}},}
gdzie:
{\displaystyle a} – przyspieszenie cząstki próbnej,
{\displaystyle F} – siła gradientu ciśnienia,
{\displaystyle p} – ciśnienie,
{\displaystyle \rho } – gęstość powietrza.

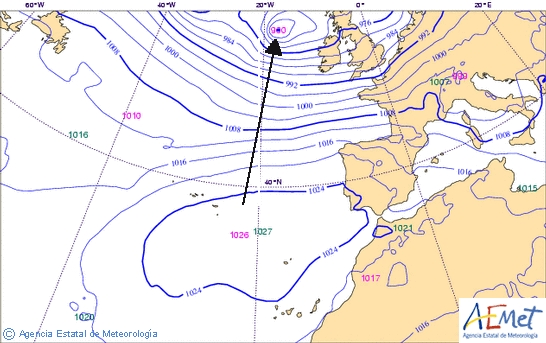
Ciśnienie nad Europą przedstawione izobarami. Gradient ciśnienia jest odwrotnie proporcjonalny do odległości między izobarami. Strzałka przedstawia kierunek siły gradientu ciśnienia między wyżem a niżem.

Określenie siła gradientu ciśnienia jest przenoszone z dynamiki cząstki próbnej na opis zachowania się dużych mas powietrz i wody gdy opisuje się działanie na płyn różnicy ciśnienia.
Pod nieobecność innych sił, nadaje cząstce przyspieszenie w tym kierunku powodując zmianę wartości bądź kierunku prędkości mas powietrza lub wody.
Gradient ciśnienia jest czynnikiem zewnętrznym, działaniem ścian lub innych cząstek próbnych na daną cząstkę próbną, powodującym zmianę ruchu płynu. Inne czynniki m.in. grawitacja, lepkość, siły pozorne takie jak siła Coriolisa są siłami wewnętrznymi cząstki próbnej.
W meteorologii gradient ciśnienia może być horyzontalny, co powoduje przyspieszenie horyzontalne lub pionowy. W atmosferze typowe przyspieszenia pionowe są małe, z wyjątkiem przypadków burz.

## W astrofizyce
Pojęcia siły gradientu ciśnienia używa się także w hydrostatyce do wyrażenia warunków pozostawania płynu w stanie spoczynku, np. jest elementem równowagi w gwiazdach. Tutaj jednak głównym skutkiem działania tej siły jest nie przyspieszanie płynu tylko równoważenie siły grawitacji.